# 939-й истребительный авиационный полк ПВО
939-й истребительный авиационный полк ПВО (939-й иап ПВО) — воинская часть истребительной авиации ПВО, принимавшая участие в боевых действиях Великой Отечественной войны.

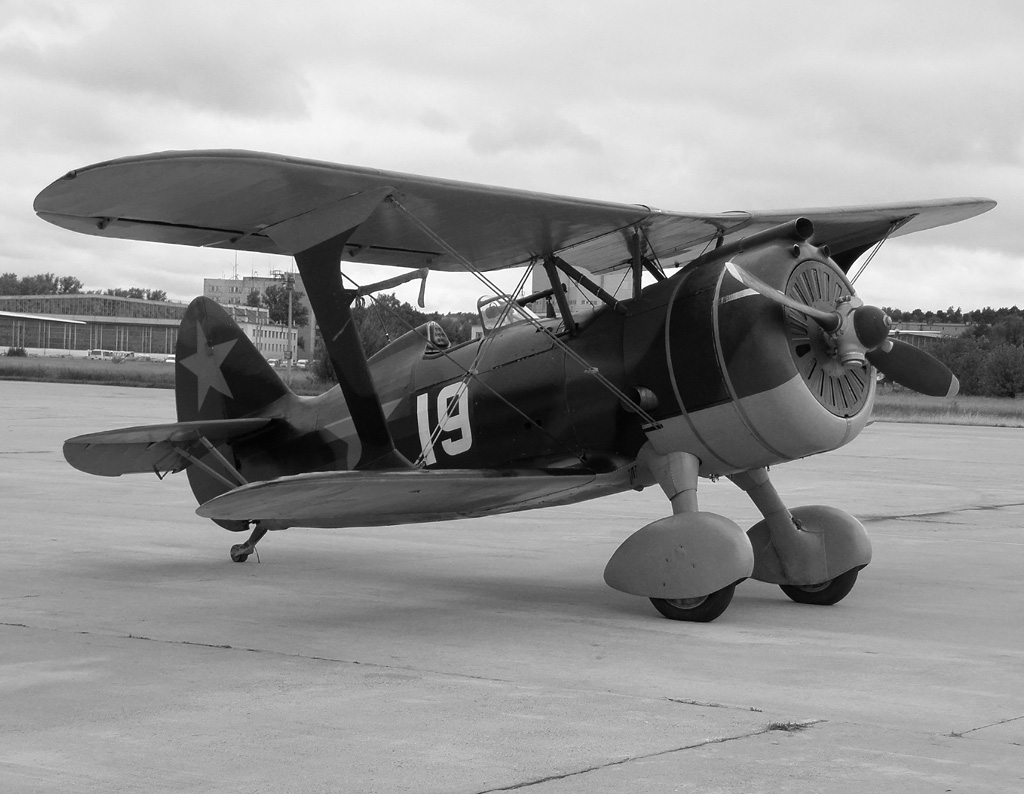
Самолетами И-15бис полк был вооружен при формировании.

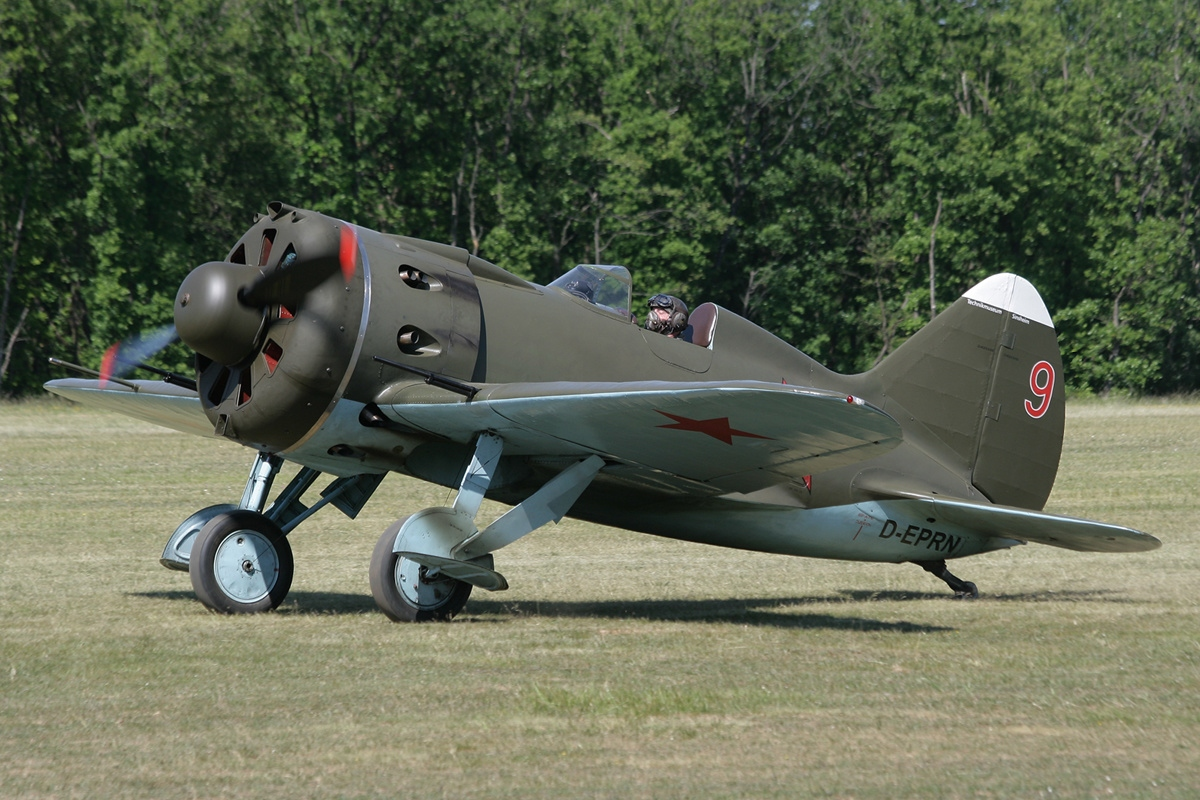
На самолёт И-16 полк перевооружался с октября 1943 года по июнь 1944 года.

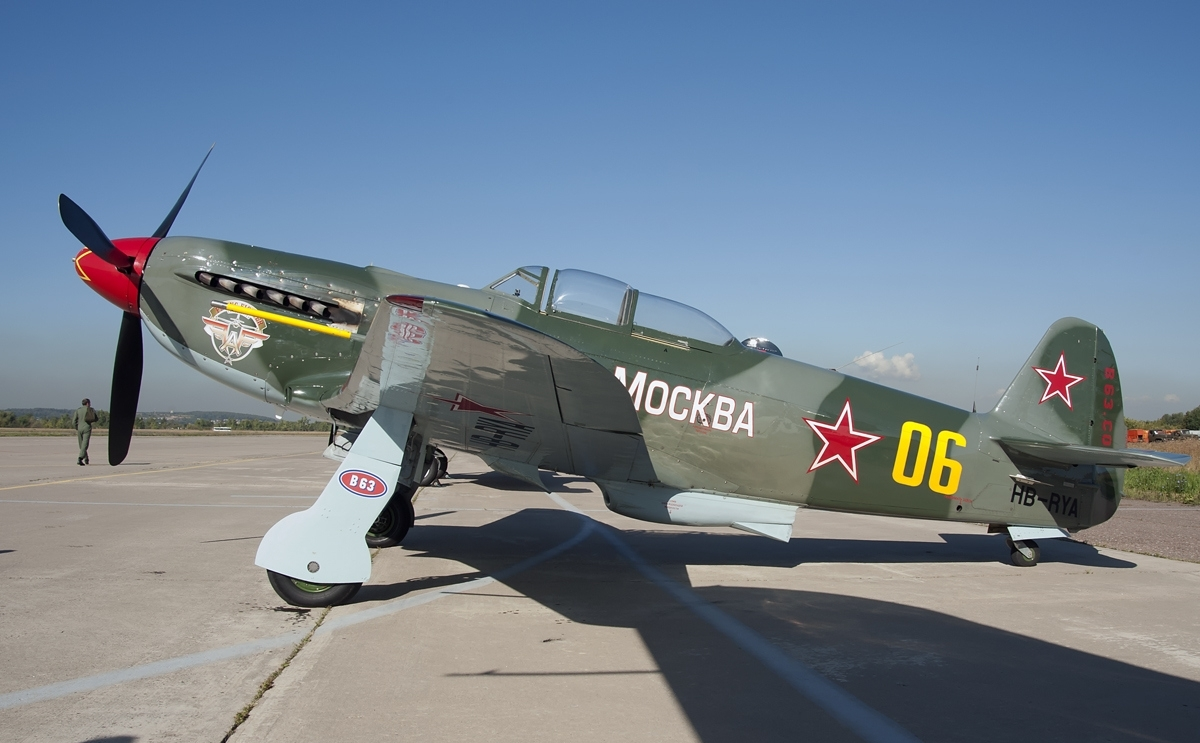
На самолёты Як-9 полк перевооружен в марте 1945 года. На этих самолётах полк принимал участие в советско-японской войне.

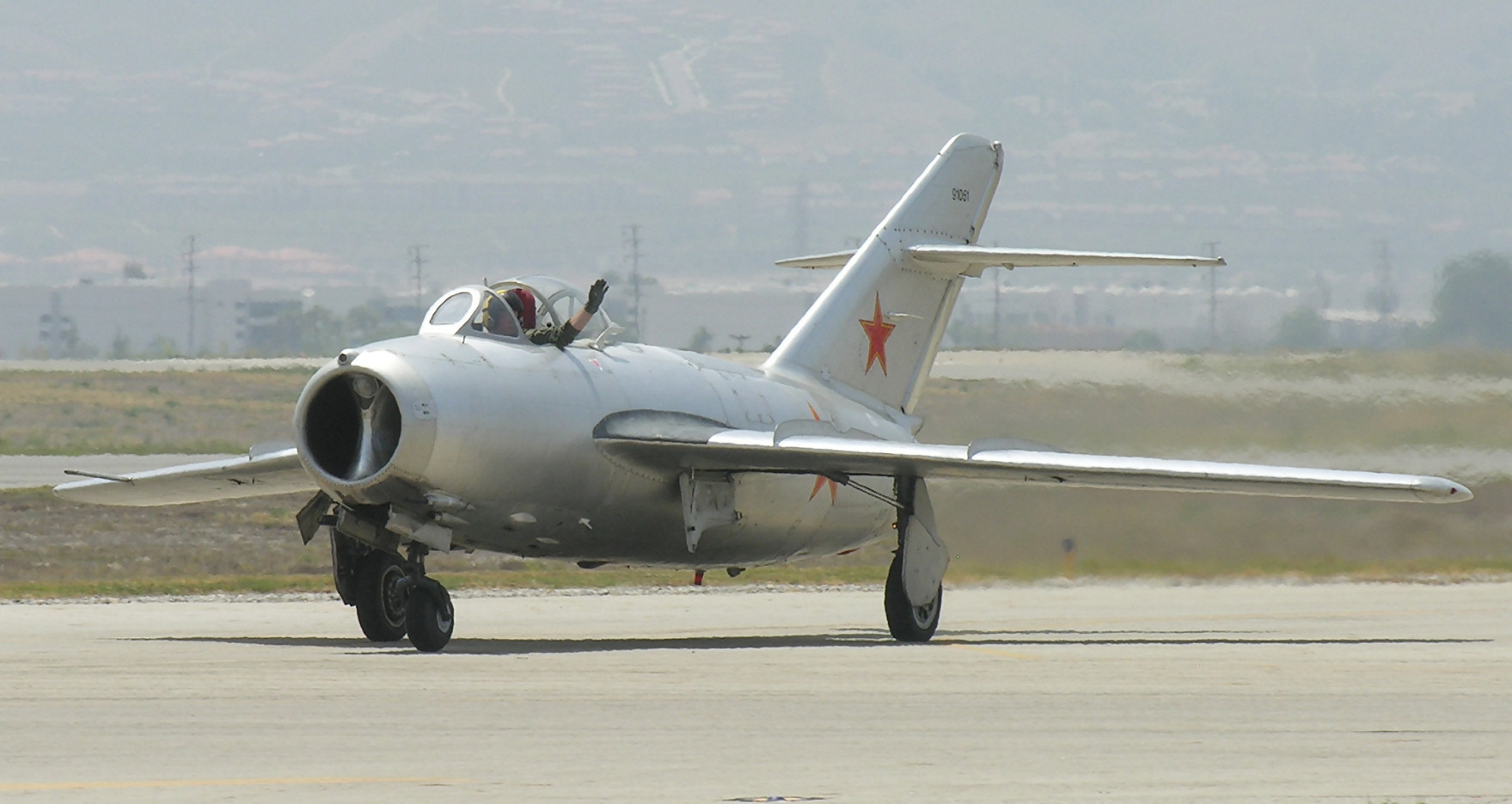
МиГ-15 полк получил в 1951 году.

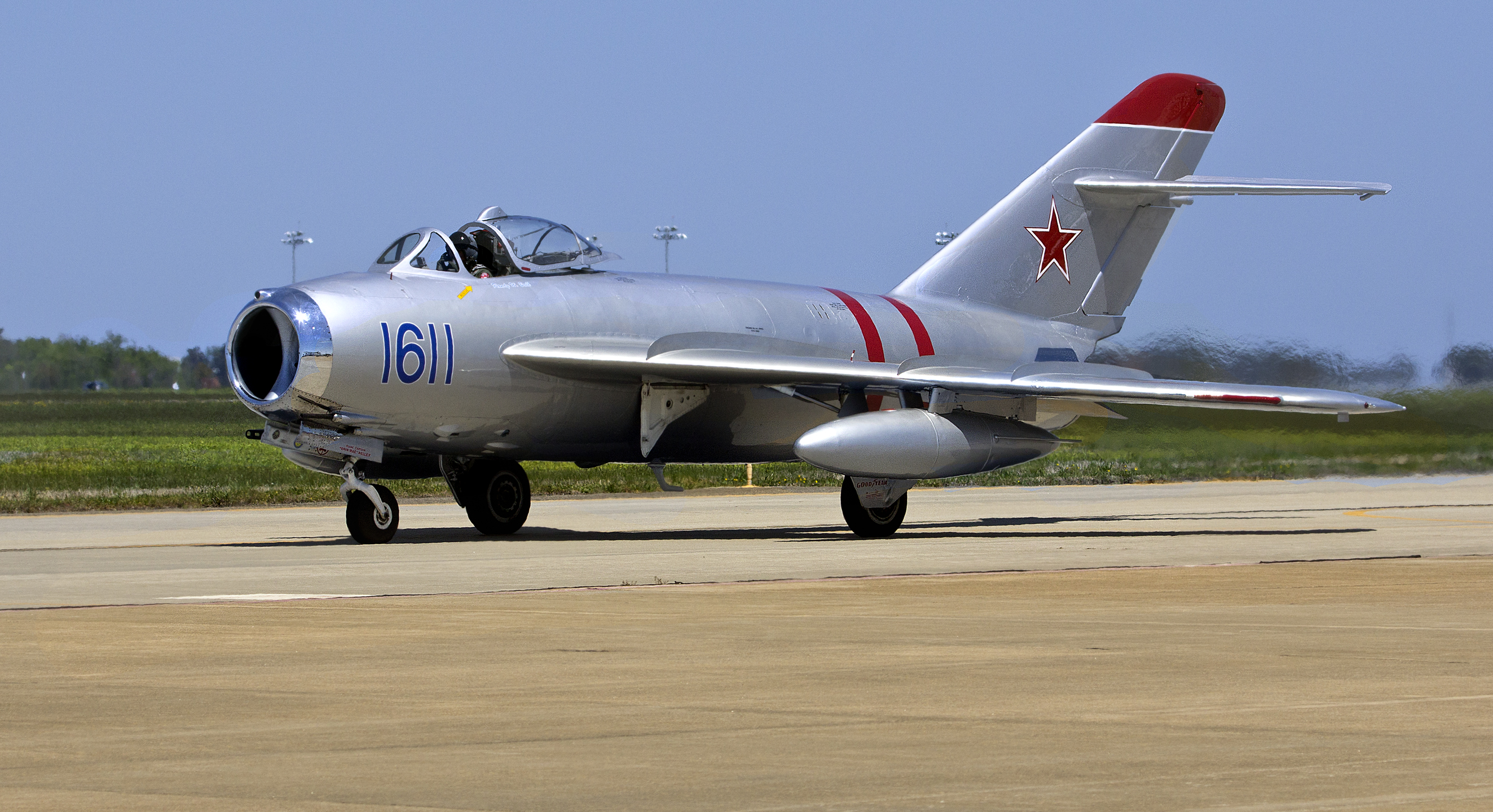
Уже в 1954 году полк получил МиГ-17.

## Наименования полка
- 939-й истребительный авиационный полк ПВО[1][2];
- 939-й истребительный авиационный полк[1][2];
- 939-й истребительный авиационный полк ВВС ВМФ[1][2];
- 939-й истребительный авиационный полк ПВО[1][2];
- Войсковая часть (полевая почта) 49619[1][2].

## История и боевой путь полка
939-й истребительный авиационный полк сформирован приказом НКО СССР № 052 от 28.06.1942 г. и приказом Командующего ЗабФ № 00466 от 10.07.1942 г. в период с 10 июля по 1 августа 1942 года в ВВС Забайкальского фронта на аэродроме Чита-1 по штату 015/134 на базе 14-й, 15-й и 16-й отдельных истребительных авиаэскадрилий Забайкальской зоны ПВО на самолётах И-15бис.
С 8 августа 1942 года полк включен в Забайкальскую зону ПВО. В октябре вошел в состав вновь сформированной 297-й истребительной авиадивизии ПВО. В ноябре 1943 года в состав полка принята эскадрилья 350-го истребительного авиационного полка 246-й истребительной авиадивизии 12-й воздушной армии Забайкальского фронта на самолётах И-153, полк переформирован по штату 015/284. С октября 1943 года по ноябрь 1944 года полк перевооружался самолёты И-16. В январе 1945 года полк перевооружен на истребители Як-9. В июле 1945 года в составе 297-й истребительной авиадивизии ПВО оперативно подчинен Командующему 12-й воздушной армии Забайкальского фронта. Базировался на аэродроме Чойбалсан (Монголия).
С 9 августа по 3 сентября 1945 года полк в составе 297-й истребительной авиадивизии ПВО Забайкальской армии ПВО принимал участие в советско-японской войне на самолётах Як-9.
День Победы 9 мая 1945 года полк встретил на аэродроме Чойбалсан.
Всего в составе действующей армии полк находился: с 9 августа 1945 года по 3 сентября 1945 года.
Всего за годы войны полком:
- Совершено боевых вылетов — 2.
- Встреч с самолётами противника и своих боевых потерь не было

Воинам полка в составе 297-й истребительной авиационной дивизии за отличные боевые действия в боях с японцами на Дальнем Востоке и за овладение городами главным городом Маньчжурии Чанчунь и городами Мукден, Цицикар, Жэхэ, Дайрэн, Порт-Артур объявлена благодарность Верховного Главнокомандующего.

## Командир полка
- майор, подполковник Лохин Иван Кузьмич[1], 05.07.1945 — 31.12.1945

## Послевоенная история полка
После войны полк продолжал входить в состав 297-й истребительной авиационной дивизии ПВО 92-й дивизии ПВО Забайкальской армии ПВО. Полк в составе дивизии выполнял задачу прикрытия от ударов с воздуха объектов, коммуникаций тыла, районов сосредоточения и группировки войск фронта в границах Иркутской и Читинской областей, на территории Бурятии и Монголии. С октября 1945 года полк базируется на аэродроме Домна в Читинской области.
В связи с реорганизацией управлений формирований войск ПВО с июня 1946 года полк вместе с 297-й истребительной авиационной дивизией ПВО включен в состав 1-го истребительного авиационного корпуса ПВО Забайкальской армии ПВО.
27 ноября 1950 года полк из состава 297-й истребительной авиационной дивизии ПВО передан во вновь сформированную 60-ю истребительную авиационную дивизию ПВО 50-го истребительного авиационного корпуса ПВО (бывшего 1-го иак ПВО) Комсомольско-Хабаровского района ПВО. В 1951 году полк перевооружен на реактивные истребители МиГ-15.
4 сентября 1952 года вместе с 60-й истребительной авиационной дивизией ПВО передислоцирован в Калининградскую область на аэродром Луговое и вошел в состав 54-го истребительного авиационного Кёнигсбергского корпуса 30-й воздушной армии Прибалтийского военного округа. 17 мая 1953 года в дивизии полк передан из 54-го истребительного авиационного корпуса в ВВС 4-го ВМФ (приказ МО СССР № 0084 от 25.04.1953). В 1954 году полк перевооружен на МиГ-17.
31 января 1957 года полк передан из ВВС Балтийского флота в Балтийскую дивизию ПВО. 27 июля 1960 года в связи реорганизацией Вооруженных Сил была расформирована в соответствии с Законом Верховного Совета СССР «О новом значительном сокращении ВС СССР» от 15.01.1960 г. 938-й истребительный авиационный полк ПВО расформирован в Балтийской дивизии ПВО на аэродроме Полесск (южнее одноимённого города Калининградской области).